# NK Mladost Cernik
NK Mladost je nogometni klub iz Cernika, Brodsko-posavska županija.